# 問責制
問責是道德、政治和治理学中（包括人力資源管理中）的概念，意即在社会、政治或管理关系中的责任、担当、罪责的分配，及对情况作出解释的责任。

## 企业管理问责制
企业和个人为自己的活动与行为负责。企业中的每个人都要为组织希望达到的目标和结果承担责任。企业中的问责制不是对员工的束缚，承担责任的同时也意味着自主权。
企业建立问责制有三个层级的工作要做，首先，要建立个人问责制；第二，经理人要建立起团队的问责制制度；第三，整个企业要建立问责制文化，又叫联合问责制，也就是整个企业层面针对某一目标时候的时候每个部门都要承担相应的责任，并且携手合作，相互补位，共同完成目标，而不能相互推诿责任，让部门之间责任的衔接出现空白。

### 个人问责制
个人不承担责任由于4种心态导致：儿童的被动心理导致了一些被动行为，比如等和看，不知道自己在工作中主动要做什么，永远在等待主管的命令；还有一些人过于主观，不顾客观事实，导致了他们根本看不到一些事情应该是自己的责任；而一些极度自私心理的人，遇到责任的时候，则会玩起责备他人的游戏，或者耍些手段掩盖事实真相，在责任面前永远显得无辜；还有些人，他们总是推卸责任，这是因为他们自卑，认为自己的能力不足以完成任务。

## 政治问责
問責制（accountability）是代議制政府之基石之一；沒有問責制，就有可能造成社會長期不穩定:17。各国政治制度对政府和政府官员的责任有不同的管辖方法。一個有問責制之政治制度，是政府必須盡最大之努力去對選民負責之制度:17。

### 高官問責制
問責制 (accountability system)主要见著于关于香港政治制度的论述。香港的高官問責制是这一政治制度的主要具体案例。根据对于香港制度的论述，“問責制”的主要特点如下：從民選中當選的國家首長親自選出合適的官員來負責各項事務；當政策出現失誤時，那麼首長必須向相關的官員問責（究問責任），而犯錯的官員將要離職（引咎辭職或被解僱）以示向首長當責（承當責任）；如果政策失誤過於嚴重的話，首長便須接受其他官員和市民的問責（究問責任），而自己須下台以示當責（承當責任）。
問責制与西敏制下的责任政府制度（或译“问责政府”制度）类似但稍有不同：香港政治学中的“問責制”适用于与香港类似的行政首长制政府。西敏制下的政府政治官员由民选议会选出，并对议会负责。政策失误时，由议会向相关政治官员问责，如问题严重（不论官员个人是否有错）官员都应離職（引咎辭職或被解僱）以示向议会负责。

### 责任政府
议会制政府，特别是西敏制政府，普遍使用责任政府制度，其特征包括：
- 行政部门首长由议会任命并向议会负责，失去议会信任即应当辞职。
- 国家元首（例如君主）必须通过责任部长（即对议会负责的行政部门首长）行使国家权力，不可以其他方法行使权力。责任部长有义务对元首提出建议以及如此建议的理由，以使元首能够依照建议行使国家权力。